# Susanna Terracini
Pour les articles homonymes, voir Terracini.
Susanna Terracini (née le 29 avril 1963) est une mathématicienne italienne connue pour ses recherches sur le chaos dans les systèmes hamiltoniens dynamiques, y compris le Problème à N corps, les systèmes à réaction–diffusion, et l'équation de Schrödinger.

## Formation et carrière
Terracini est née à South London. Elle a obtenu un diplôme en 1986 en mathématiques à l'Université de Turin, sous la supervision de Fulvia Skof.
Elle a obtenu son doctorat à l'École internationale supérieure d'études avancées en 1990. Sa thèse, Periodic Solutions to Singular Newtonian Systems, a été supervisée par Ivar Ekeland et Sergio Solimini,.
Elle a été chercheuse à l'Université Paris-Dauphine , de 1988 à 1989, et elle est devenue membre de la faculté à l'École polytechnique de Milan en 1990. En 2001, elle est devenue professeur à l'Université de Milan-Bicocca, et en 2012, elle retourne à Turin en tant que professeure.

## Travaux
L'un des articles de Terracini sur le Problème à N corps a été sélectionné pour recension dans Mathematical Reviews,.
Elle est co-rédactrice en chef de la revue Lecture Notes of the Unione Matematica Italiana

## Prix et distinctions
Elle est lauréate en 2002 du Prix Vinti, un prix décerné par l'Union mathématique italienne pour les jeunes chercheurs en analyse mathématique. En 2007, elle remporte le Prix Bruno Finzi de l'Académie des sciences et des lettres de l'institut lombard. Elle reçoit le prix Schauder 2020 (décerné par le J.P. Schauder Center for Nonlinear Studies de l'université Nicolaus Copernicus de Toruń, Pologne). Elle est élue en mars 2022 membre associée de la Classe des Sciences de l'Académie royale des sciences, des lettres et des beaux-arts de Belgique.

## Publications
- « On the existence of periodic and solitary traveling waves in some non linear lattices »
- « Subharmonic solutions to second order differential equations with periodic nonlinearities »
- Liste complète